# Macrocoma debduensis
Macrocoma debduensis é uma espécie de escaravelho de folha de Marrocos, descrito por Kocher em 1967.  É possivelmente um sinónimo de Macrocoma henoni occidentalis.